# Antoni Wiwulski

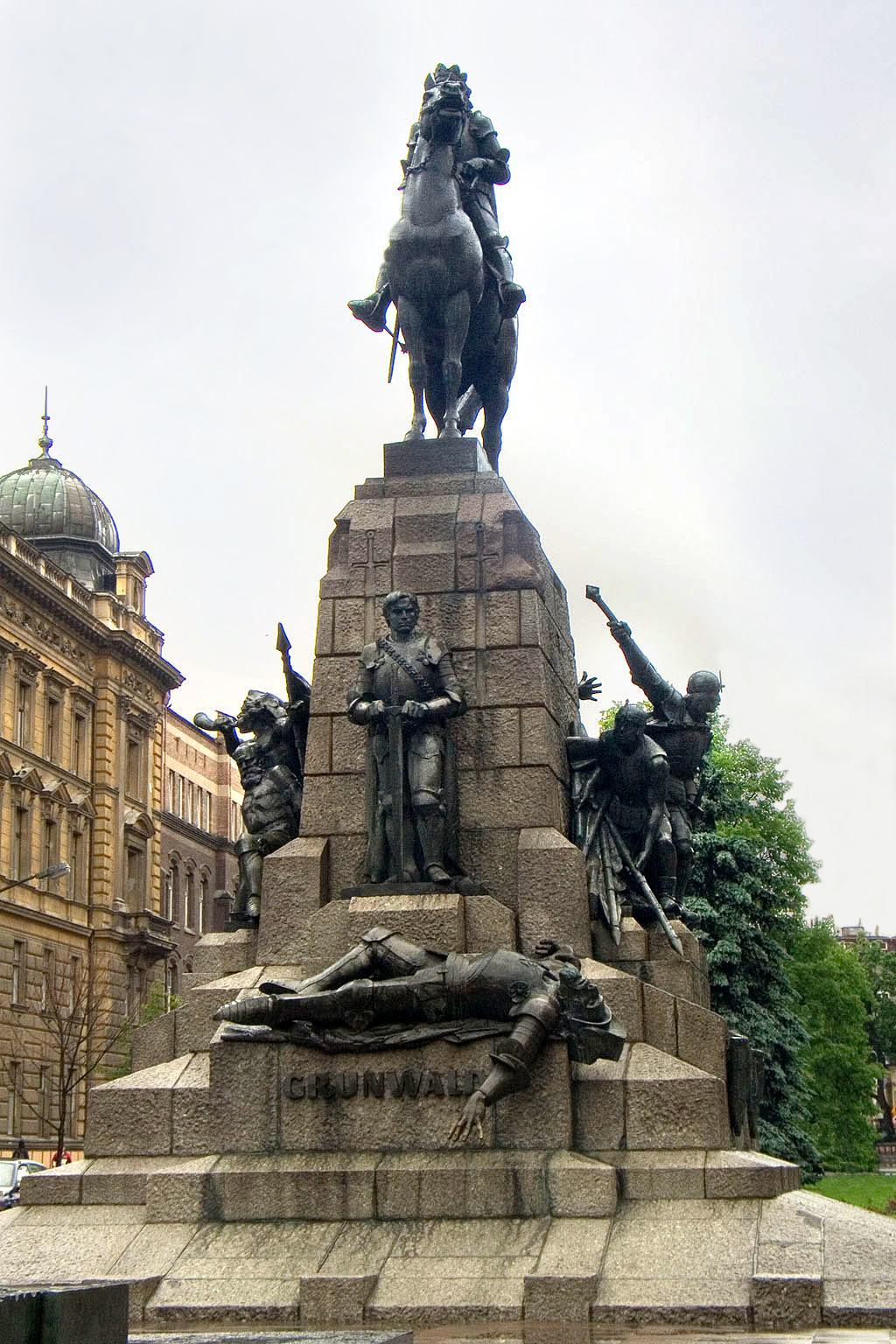
Jogaila-Denkmal in Krakau

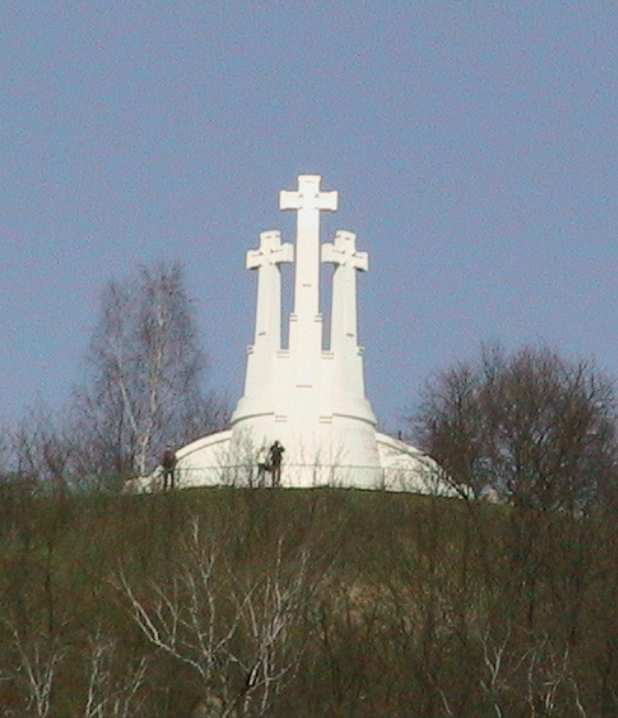
Drei Kreuze in Vilnius

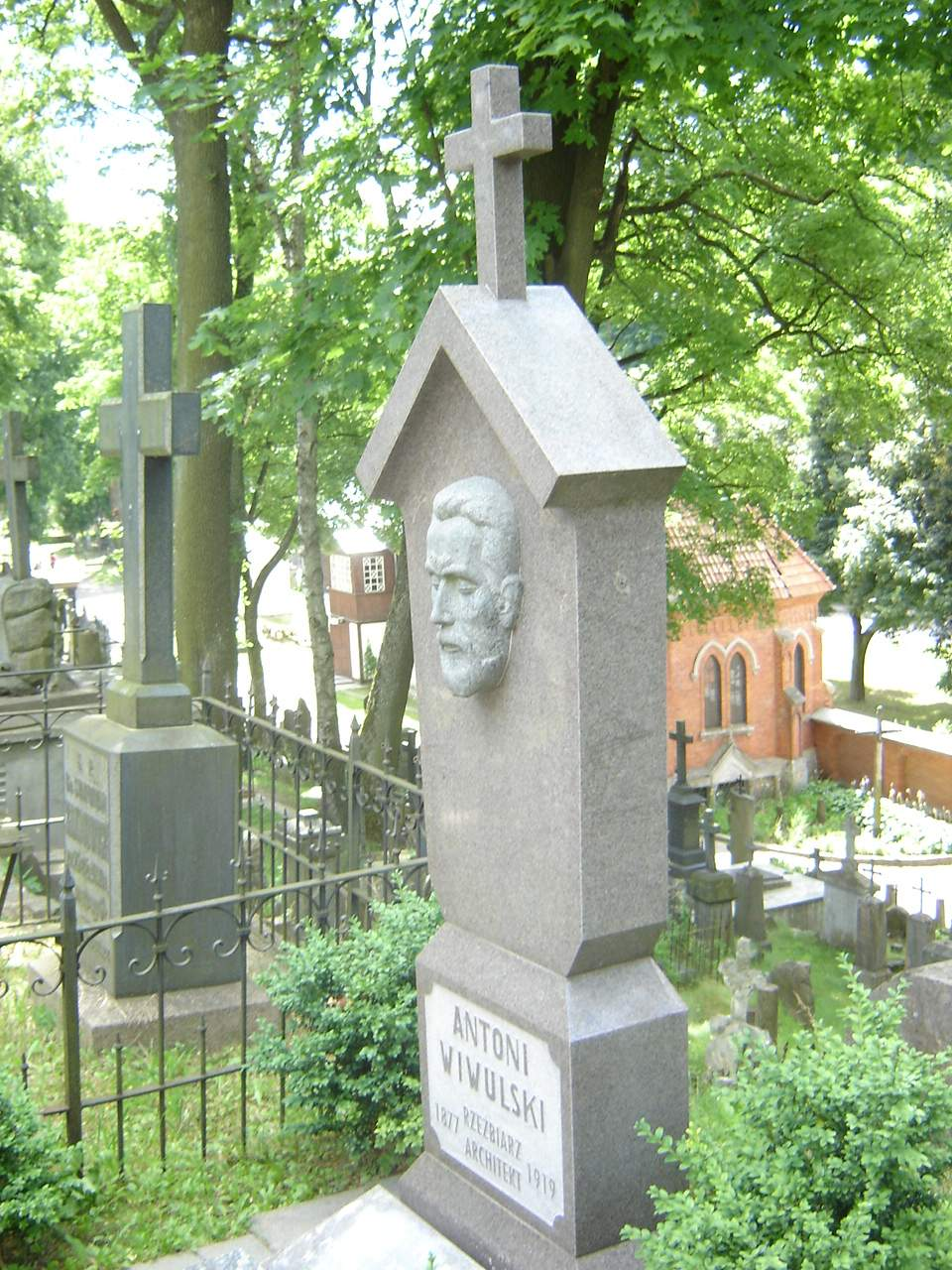
Grab-Relief Antoni Wiwulskis auf dem Rasos-Friedhof

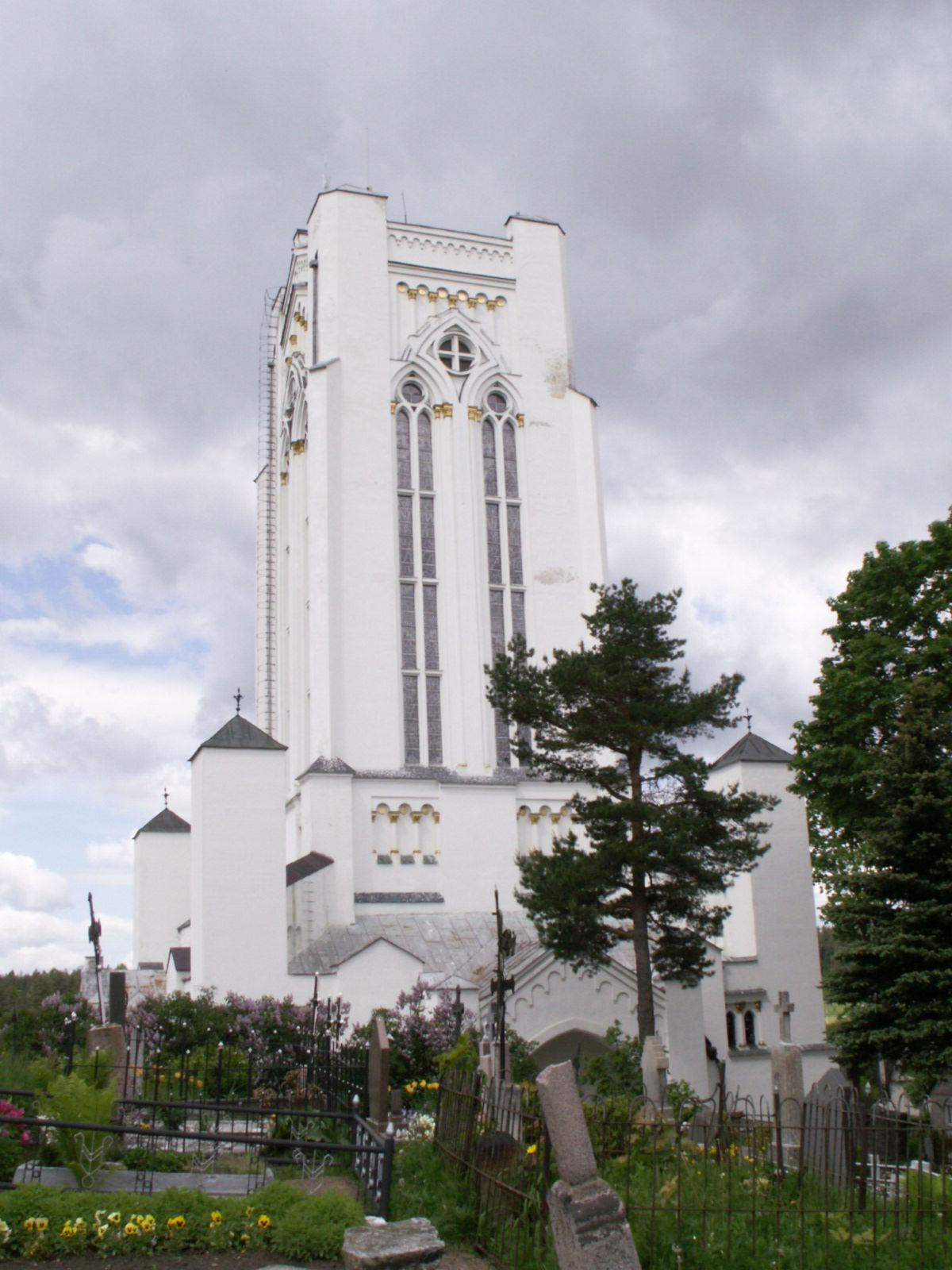
Kapelle in Šiluva

Antoni Wiwulski (litauisch: Antanas Vivulskis, * 20. Februar 1877 in Totma bei Wologda im Russischen Reich; † 10. Januar 1919 in Vilnius, Litauen) war ein polnisch-litauischer Architekt und Bildhauer.

## Leben
Antoni Wiwulski wurde 1877 in Totma im russischen Kaiserreich geboren, wo sein aus Samogitien stammender Vater Antoni als Forstaufseher eines großen Waldbesitzes tätig war. Nach dem Tod des Vaters im Jahr 1883 zog er mit seiner Mutter, die einer litauischen Adelsfamilie entstammte, zu Verwandten nach Mitau im heutigen Lettland. Hier besuchte er eine deutsche Schule, an der seine Erfolge aber eher mäßig  waren. Seine Mutter schickte ihn daher ab 1893 auf das angesehene Jesuiteninternat in Chyriw. Bei einem seiner Lehrer, dem Jesuitenpater Bayzym, hatte er erste Berührung mit der Bildhauerei. Nach dem Abschluss des Gymnasiums studierte er an zwei der angesehensten Ausbildungsstätten für Architekten dieser Zeit. Von 1897 bis 1901 studierte er an der Technischen Hochschule in Wien und von 1902 bis 1909 studierte an der École Supérieure des Beaux-Arts in Paris.
Er war Teilnehmer am Kunstwettbewerb der Olympischen Spiele 1912 im Bereich Bildhauerei.
Zu seinen bekannteren Werken zählen:
- das Denkmal für Jogaila in Krakau zur Erinnerung an die Schlacht bei Tannenberg
- die Kapelle von Šiluva, Litauen
- die Drei Kreuze auf dem Hügel der drei Kreuze in Vilnius
- der Plan einer Heilig-Herz-Jesu-Kirche in Vilnius

Beim Bau der letztgenannten Kirche, der 1913 begonnen wurde, kam erstmals in Litauen Stahlbeton zum Einsatz. Wiwulski war von den Möglichkeiten dieses neuentdeckten Baumaterials begeistert und entwarf eine gigantische Kirche, auf deren Kuppel eine riesenhafte, stilisierte Figur des Schöpfers sitzen sollte. Nach Wiwulskis Tod am 10. Januar 1919 wurden die Arbeiten jedoch eingestellt.
Obwohl er an Tuberkulose litt, hatte er sich freiwillig zu den polnischen Einheiten gemeldet, die Wilna in der frühen Phase des Polnisch-sowjetischen Kriegs gegen den Angriff der Bolschewiki verteidigten. Auf Wache zog er sich im Wilnaer Vorort Užupis eine Lungenentzündung zu. Er wurde im Keller der geplanten  Kirche bestattet. Als diese von der Sowjetunion 1964 zu einem Palast der Bauarbeiter umgewandelt wurde, wurde seine Asche auf den Rasos-Friedhof umgebettet.
Nach seinem Tod wurde im Jahr 1924 die von ihm entworfene Kapelle Maria, Heil der Kranken in Šiluva eingeweiht, die sich zu einem bedeutenden Wallfahrtsort entwickelte und 1993 von Papst Johannes Paul II. besucht wurde.